# Hannelore Eckhardt
Hannelore Eckhardt (* 5. März 1954 in Bebra) ist eine hessische Politikerin (SPD) und ehemalige Abgeordnete des hessischen Landtags.

## Ausbildung und Beruf
Frau Eckhardt war nach dem Schulabschluss (mittlere Reife) im Jahr 1971 und einer anschließenden Ausbildung als Kinderpflegerin beruflich als Gruppenleiterin in Kindergärten, Tagesstätten und Heimen in Hessen und Baden-Württemberg tätig.
Sie ist verheiratet und hat zwei Kinder.

## Politik
Frau Eckhardt ist seit 1972 Mitglied der SPD, dort seit 1996 Ortsvereinsvorsitzende und seit 1998 stellvertretende Unterbezirksvorsitzende.
Seit 1997 ist sie Kreistagsabgeordnete im Kreistag Waldeck-Frankenberg, seit 2001 stellvertretende Vorsitzende der Kreistagsfraktion, seit 2001 Abgeordnete in der Verbandsversammlung des Landeswohlfahrtsverbandes Hessen.
Einfache Landtagsabgeordnete ist sie seit dem 5. April 2003. Dort ist sie Mitglied im Ältestenrat, Petitionsausschuss, Sozialpolitischer Ausschuss, Unterausschuss Justizvollzug, Härtefallkommission beim Hessischen Minister des Innern und für Sport, Landesjugendhilfeausschuss.
Bei der Landtagswahl in Hessen 2008 am 27. Januar 2008 trat Eckhardt für den Wahlkreis Waldeck-Frankenberg I als Direktkandidatin an, unterlag jedoch Wilhelm Dietzel, dem Kandidaten der CDU. Während sie jedoch 2008 noch über die Landesliste in den Landtag einzog, schied sie bei der vorgezogenen Landtagswahl in Hessen 2009 aus dem Landtag aus.